# 20th Century Studios
Twentieth Century Studios (укр. «Двадцяте Століття Студіос»; колишня назва 20th Century Fox Film Corporation, укр. Кінокомпанія «Двадцяте Століття Фокс») — американська компанія, яка розташована у Сенчурі-Сіті, Лос-Анджелесі штату Каліфорнія. Заснована 31 травня 1935 внаслідок злиття двох компаній: Fox Film Corporation та Twentieth Century Pictures. З 2019 року входить до складу The Walt Disney Company.

## Історія
1994 року на базі 20th Century Fox створена нова студія — FOX Searchlight, що входить до категорії незалежних студій (студій, які створюють фільми без фінансової підтримки, або за мінімальної підтримки основних студій).
20th Century Fox випустила багато популярних фільмів: Сам удома (1, 2, 3, 4 та 5), Зоряні війни, Аватар, Анастасія, Льодовиковий період (1, 2, 3, 4, 5), Гарфілд, Елвін і бурундуки (Елвін та бурундуки, Елвін та бурундуки 2, Елвін та бурундуки 3, Елвін і бурундуки: Бурундомандри), Люди Ікс, Міцний горішок, Чужий, Швидкість, Помста напівдурків, Планета Мавп, Доктор Дуліттл, Ніч у музеї, Хижак, Щоденник слабака, Хроніки Нарнії (раніше поширюваний Walt Disney Pictures) тощо. Також вийшло багато відомих телевізійних шоу, серед яких Район Беверлі-Гіллз (1990), Цілком таємно (1993), Малькольм у центрі уваги (2000), 24 (2001), Світляк (2002), Доктор Хаус (2004), Втеча з в'язниці (2005), Межа (2008), Люцифер (2016); анімаційних: Сімпсони (1989), Король гори (1997), Сім'янин (1999), Футурама (1999), Американський тато! (2005) та Бургери Боба (2011). 
Деякі з найвідоміших акторів, що вийшли з цієї студії: Ширлі Темпл, яка була першою зіркою студії, Бетті Грейбл, Джин Тірні, Мерілін Монро і Джейн Менсфілд. Студія також мала контракт з першою афроамериканською кінозіркою, Дороті Дандрідж.